# Glinica (powiat wrocławski)
Glinica (niem. Gleinitz) – wieś w Polsce położona w województwie dolnośląskim, w powiecie wrocławskim, w gminie Jordanów Śląski.

## Podział administracyjny
W latach 1975–1998 miejscowość należała administracyjnie do województwa wrocławskiego.

## Zabytki
Do wojewódzkiego rejestru zabytków wpisane są:
- kościół pw. śś. Antoniego i Macieja, z 1739 r. - XVIII wieku
- cmentarz przy kościele
- ogrodzenie, murowane z bramą

inne zabytki
- dwa granitowe monolitowe krzyże nieznanego wieku i powodu fundacji; przypisywany im pokutny charakter jest hipotezą opartą na błędnym założeniu, że wszystkie stare kamienne krzyże zapomnianego pochodzenia, są krzyżami pokutnymi[5][6][7].
- monolitowa kapliczka prawdopodobnie z XVII w.; podobnie jak granitowym krzyżom przypisywany jest jej często pokutny charakter i podobnie jak w ich wypadku nie ma do tego  żadnych podstaw poza nieuprawnionym założeniem, że kapliczki w takiej formie są kapliczkami pokutnymi[8].

## Szlaki turystyczne
- Niebieski:  - Strzelin - Pęcz - Piotrowice - Zielenice - Suchowice - Jordanów Śląski - Glinica - Winna Góra - Gozdnik - Przełęcz Sulistrowicka - Przełęcz Słupicka - Radunia - Przełęcz Tąpadła - Ślęża - Sobótka-Górka
- Zielony:  - Jordanów Śląski - Glinica - Janówek - Sokolniki - Łagiewniki - Przystronie - Jasinek - Niemcza - Stasin - Starzec - Strachów - Żelowice[9]